# Galaktyka eliptyczna

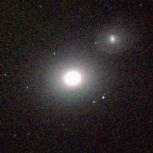
Galaktyka eliptyczna Messier 60 (NGC 4649) typ E2.

Galaktyka eliptyczna – galaktyka o regularnym kulistym lub elipsoidalnym kształcie i gładkiej strukturze.
Galaktyki eliptyczne są pozbawione wewnętrznej struktury; ich obrazy na zdjęciach nie mają wyraźnych granic. Ich jasność powierzchniowa gwałtownie spada od środka w kierunku brzegów. Mają one spłaszczony owalny kształt i składają się z setek miliardów gwiazd. Oznaczone zostały przez Edwina Hubble’a jako E, a podaje się je ze stopniem spłaszczenia w skali 0 – 7.
Galaktyki eliptyczne zawierają bardzo mało pyłu międzygwiezdnego, a także nie widać ich zbyt wiele podczas obserwacji.

## Typy
Zgodnie z nazwą obrazy galaktyk eliptycznych są z dobrym przybliżeniem elipsami. Oznaczając wielką i małą półoś elipsy jako a i b, spłaszczenie elipsy definiuje się jako stosunek s = (a-b)/a. Określając typ galaktyki eliptycznej, podajemy zazwyczaj jej spłaszczenie, stosując oznaczenie En, gdzie n jest liczbą naturalną, będącą zaokrągleniem liczby 10s. W zależności od obserwowanego spłaszczenia galaktyki eliptyczne dzieli się na osiem typów od E0 do E7. Zatem galaktyki typu E0 mają na niebie niemal kształt kołowy, a E1, E2... oznaczają galaktyki o coraz większym spłaszczeniu. Galaktyki typu E7 są najbardziej spłaszczone i przypominają elipsę o stosunku długości osi 1:3. Nie zaobserwowano galaktyk o spłaszczeniu większym niż E7.

## Cechy charakterystyczne
Do galaktyk eliptycznych należą zarówno najmniejsze, jak i największe obecnie obserwowane galaktyki. Ich masy leżą w przedziale od 106 do 1011 mas Słońca, średnice od 2000 do 3,3 miliona lat świetlnych, moc promieniowania od 106 do 1011 mocy promieniowania Słońca, jasność absolutna od −9 do −23 (magnitudo).